# Ankertekst
De ankertekst, linklabel of linktekst is de tekst waaraan een hyperlink verbonden is. De tekst waarop bezoekers van een webpagina kunnen klikken kan uit één of meerdere woorden bestaan.
De term "anker" werd gebruikt in oudere versies van de HTML-specificatie voor wat vanaf 2014 wordt aangeduid als een HTML-element of tag (">"). In XML- termen (aangezien HTML XML is), is de ankertekst de inhoud van het element, op voorwaarde dat de inhoud tekst is.

## Overzicht
Ankertekst geeft de gebruiker meestal relevante beschrijvende of contextuele informatie over de inhoud van de bestemming van de link. De ankertekst kan al dan niet gerelateerd zijn aan de daadwerkelijke tekst van de URL van de link. Een hyperlink naar de Engelstalige startpagina van Wikipedia kan er bijvoorbeeld als volgt uitzien:
<a href="http://nl.wikipedia.org/wiki/Hoofdpagina">Wikipedia</a>
"Wikipedia" is de ankertekst in dit voorbeeld. De URL waarnaar het verwijst is http://nl.wikipedia.org/wiki/Hoofdpagina. De hele hyperlink verschijnt op een webpagina als Wikipedia.

## Algoritmen van zoekmachines
De keuze van de juiste ankerteksten spelen een belangrijke rol in de algoritmen van een zoekmachine. Deze analyseren de woorden die worden gekozen om naar een bepaald adres op het web te linken. Het gebruik van bepaalde zoekwoorden kan een website helpen om beter gevonden te worden op deze zoekwoorden. Dit geldt zowel voor interne links als voor links vanaf andere pagina's. Echter moet er worden opgepast voor over optimalisatie. Het gebruik maken van exacte zoektermen als ankertekst werd lange tijd misbruikt om hoger in Google te komen. Het is nu gebruikelijker om gebruik te maken van gebrandmerkte ankers of naakte links.

## Terminologie
Er zijn verschillende classificaties van ankertekst die worden gebruikt:
Exacte overeenkomst
een anker dat wordt gebruikt met een trefwoord dat de pagina waarnaar wordt gelinkt weerspiegelt. Voorbeeld: "zoekmachineoptimalisatie" is een exact match-anker omdat het linkt naar een pagina over "zoekmachineoptimalisatie".
Gedeeltelijke overeenkomst
een anker dat wordt gebruikt met een trefwoord en een variant die de pagina weerspiegelt waarnaar wordt gelinkt. Voorbeeld: "verschillende technieken voor zoekmachineoptimalisatie" is een gedeeltelijk matchanker wanneer het linkt naar een pagina over "zoekmachineoptimalisatie".
gebrandmerkt
een merk dat als anker wordt gebruikt. "Wikipedia" is een ankertekst met een merknaam.
naakte link
een URL die wordt gebruikt als anker. "www.wikipedia.com" is een anker met een "naakte" link.
Algemeen
een generiek woord of zinsdeel dat als ankerpunt wordt gebruikt. "Klik hier" is een generiek anker. Andere variaties kunnen zijn "ga hierheen", "bezoek deze website", enz.
Afbeeldingen
telkens wanneer een afbeelding wordt gelinkt, gebruikt Google de "ALT"-tag als ankertekst.
Leeg
wanneer een afbeelding is gekoppeld en de "ALT"-tag leeg is.